# Disney XD
«Disney XD» — американський телеканал цифрового кабельного телебачення, що знаходиться у власності «The Walt Disney Company», яка випускає в ефір в основному дитячі анімаційні телесеріали, а також деякі програми, призначені для підлітків. Мережа мовлення запущена 13 лютого 2009. Цільова аудиторія каналу — це діти віком від 6 до 16 років. Телеканал є частиною «Disney-ABC Television Group». Станом на листопад 2023 року «Disney XD» доступний для приблизно 44 мільйонів домогосподарств платного телебачення у Сполучених Штатах, порівняно з піком у 82 мільйони домогосподарств у 2013 році. Нещодавно[коли?] канал було виключено з переговорів з Charter Spectrum на 2023 рік і з Verizon Fios на 2025 рік[джерело?].

## Історія

Попередній логотип «Disney XD» з 2009 по 2015 рік.

«Disney XD» запущений 13 лютого 2009 року. Першим шоу на каналі став епізод «Фінеаса і Ферба» «Dude, We're Getting the Band Back Together». О 19:00 на каналі дебютував перший оригінальний серіал «Аарон Стоун». Новими анімаційними серіалами були «Кід vs. Кет» і «Джиммі Кул».
Мережа заволоділа каналом «Toon Disney», що був орієнтований на анімацію і дебютував 18 квітня 1998 року. Зрештою, 2004 року «Toon Disney» запустив блок серіалів/анімації під брендом «Jetix». Канали «Jetix» за межами Сполучених Штатів були перезапущені у «Disney XD», починаючи з французького сервісу 1 квітня 2009 року. Багато програм каналу, зокрема мультсеріали, раніше транслювалися на «Toon Disney», в основному як частина програмного блоку «Jetix», який транслювався на «Toon Disney» до закриття цього каналу.
27 листопада 2009 року відбулася прем'єра першого оригінального телефільму каналу «Скайранери».
Після придбання «Disney» «Marvel Entertainment» 2009 року, 1 квітня 2012 року «Disney XD» запустив блок під назвою «Всесвіт Marvel».
У червні 2014 року телеканал погодився на угоду про створення кількох фільмів зі студіями «Two 4 the Money» та «MarVista Entertainment», причому «MarVista» отримала глобальні права.
17 листопада 2016 року було оголошено, що аніме-серіал «Покемон» буде перенесено на «Disney XD» від попереднього мовника «Cartoon Network». Двадцятий сезон, «Покемон: Сонце і Місяць», був першим сезоном, який вийшов в етер на «Disney XD» з 12 травня 2017 року.
12 серпня 2017 року на Disney XD відбулася прем'єра перезапуску «Качиних історій».
У 2018 році через низку рекламних і новинних повідомлень «Disney» оголосив, що чотири оригінальні серіали «Disney XD» (зокрема, «Зоряна принцеса проти сил зла», «Закон Майла Мерфі», «Качині історії» та «Супер шістка») транслюватимуть прем'єрні серії на «Disney Channel», тоді як «Disney XD» продовжуватиме показувати повтори. Водночас, у 2020―2021 роках фінальні сезони «Качиних історій», і «Супер шістки» транслювалися на «Disney XD».

## Оригінальні програми

### Ігрове кіно
| Назва                            | Трансляція       |
| -------------------------------- | ---------------- |
| Піддослідні                      | з 27 лютого 2012 |
| Кірбі Баккет                     | з 20 жовтня 2014 |
| Геймера направляють майже на все | з 22 липня 2015  |

### Анімаційні серіали
| Назва                         | Трансляція                     |
| ----------------------------- | ------------------------------ |
| Вондер Тут і Там              | 31 березня 2014—27 червня 2016 |
| Сім Гномів                    | 7 липня 2014—5 листопада 2016  |
| Таємниці Ґравіті Фолз         | 4 серпня 2014—15 лютого 2016   |
| Зоряна принцеса проти сил зла | 18 січня 2015—19 травня 2019   |
| Закон Майла Мерфі             | 3 жовтня 2016—2 грудня 2017    |

### Мультсеріали зDisney Channel
| Назва          | Трансляція          |
| -------------- | ------------------- |
| Ловися, рибко! | з 19 лютого 2011    |
| Міккі Маус     | з 29 листопада 2013 |